# Eugene Godsoe
Eugene Godsoe, né le 20 janvier 1988 à Greensboro en Caroline du Nord, est un nageur américain spécialiste des du dos crawlé et du papillon. En 2013, il devient vice-champion du monde sur 50 m papillon. 

## Carrière
En 2011, il participe aux Jeux panaméricains. Il termine 2e en finale du 100 m dos en 54 s 61 derrière le Brésilien Thiago Pereira. Il se classe également 2e en finale du 100 m papillon en 52 s 67 derrière le Vénézuélien Albert Subirats. 
En 2013, il devient champion des États-Unis du 50 m papillon et 100 m papillon. Il se qualifie ainsi pour ses premiers championnats du monde en grand bassin. Il y devient vice-champion du monde sur 50 m papillon, en 23 s 05, derrière le Brésilien César Cielo. 

## Palmarès

### Grand bassin
- Championnats du monde 2013 à Barcelone (Espagne) :
  -  Médaille d'argent du 50 m papillon.

### Petit bassin
- Championnats du monde 2014 à Doha (Qatar) :
  -  Médaille d'argent du 50 m dos.
  -  Médaille de bronze du relais 4 × 50 m 4 nages.

### Jeux panaméricains
- Jeux panaméricains de 2011 à Guadalajara (Mexique) :
  -  Médaille d'argent sur le 100 m dos.
  -  Médaille d'argent sur le 100 m papillon.